# Familia Vicini
Vicini (del italiano: vicini, que significa 'vecinos'; y este del latín: vīcīnī, con el mismo significado)? es una familia de empresarios dominicanos de origen italiano. Según la revista Forbes, los Vicini son la familia más acaudalada de la República Dominicana.

## Juan Bautista Vicini
Juan Bautista Vicini Canepa llegó a la República Dominicana en el 1860 procedente del norte de Italia, con sólo doce años de edad. Hijo de Angelo Vicini y Anna Canepa, Juan Bautista, nació un 25 de febrero de 1847 en Zoagli, pueblo costero cercano a Génova. Fue a Santo Domingo para trabajar con Nicole Genevaro, un compatriota de su mismo pueblo que había hecho fortuna, exportando café y azúcar.
Juan Bautista, más conocido como “Baciccia”, tuvo suerte en los negocios gracias en parte al arduo trabajo y esfuerzo de sus empleados, logró adquirir terrenos para el cultivo de caña de azúcar.
Su residencia familiar ubicada en la Isabel la Católica n.º 158, marcada con un letrero que reza J.B. Vicini -que aún se conserva en la fachada de la oficina principal de las empresas de la familia-, era su lugar de trabajo, de ahí que los parroquianos adoptaran el nombre de Casa Vicini.
De su matrimonio con Laura Perdomo Santamaría nacieron once hijos, siete de los cuales se fueron a vivir junto a ella a Génova, Italia. Engendró 3 vástagos con su amante María Burgos Brito, entre ellos Juan Bautista Vicini Burgos. Vicini Canepa, tronco de la familia Vicini, regresó en una sola ocasión a Italia y murió en 1900 a los 53 años de edad.
Juan Bautista Vicini también trajo a su sobrino, Ángelo Porcella Vicini, de Italia para que trabajara en las tierras de la familia. Ángelo Porcella Vicini fue cónsul y encargado de negocios de la Embajada de Italia en la República Dominicana. También fue nombrado caballero por el Rey de Italia.

## Juan y Felipe Vicini Perdomo
A su muerte, los negocios familiares quedaron en manos de Juan y Felipe Vicini Perdomo, quienes suspendieron sus estudios profesionales en Italia, para hacerse cargo de las empresas familiares en la República Dominicana.
Felipe y Juan Vicini Perdomo incrementaron las inversiones, modernizando las factorías y labores de campo en el área azucarera, en propiedades inmobiliarias tanto en la zona urbana como rural del país.
La presión política y económica del dictador dominicano Rafael Leónidas Trujillo por apropiarse de toda la riqueza nacional, obligó a la familia Vicini Cabral a trasladar su residencia al exterior.

## José María, Juan Bautista, Felipe y Laura Vicini Cabral
La tercera generación de la familia Vicini, bajo la dirección de Juan Bautista (Gianni), participó activamente en el proceso de derrocamiento de la Dictadura, la consolidación económica del país y el proceso democrático de la nación.
El inicio de la democracia dominicana con la muerte del dictador Trujillo en 1961, encontró un país en cual prácticamente todas las áreas económicas, habían sido dominadas por el dictador y sus más cercanos familiares y colaboradores.
La participación activa así como el capital de la familia Vicini fue fundamental para crear la banca privada, universidades, asociaciones, empresas y fundaciones sin fines de lucro, promotoras todas del desarrollo del país y nuevos negocios que encauzaron la nación hacia el desarrollo. La familia Vicini Cabral participó en esas iniciativas, tanto como promotores, con recursos económicos así como con la participación y presencia personal.